# Skrzynki (Tomaszów Mazowiecki)
Pour les articles homonymes, voir Skrzynki.
Skrzynki est une localité polonaise de la gmina d'Ujazd, située dans le powiat de Tomaszów Mazowiecki en voïvodie de Łódź.